# Дукулешти (Горж)
Дукулешти (рум. Duculești) насеље је у Румунији у округу Горж у општини Самаринешти. Oпштина се налази на надморској висини од 256 m.

## Становништво
Према подацима из 2002. године у насељу је живело 103 становника, од којих су сви румунске националности.